# Кокаиновый куст
Кокаи́новый куст, или Ко́ка (лат. Erythróxylum cóca, от кечуа kuka) — вид кустарниковых растений из рода Эритроксилум семейства Эритроксиловые (Erythroxylaceae). Родина — северо-запад Южной Америки. Кока играет существенную роль в культурных традициях населения Анд. Со второй половины XIX века кока приобрела широкую известность как сырьё для изготовления кокаина — наркотика из класса стимуляторов. Тогда же и для этих целей растение начали искусственно культивировать в Индии, на острове Ява, а также в Африке.

## Ботаническое описание

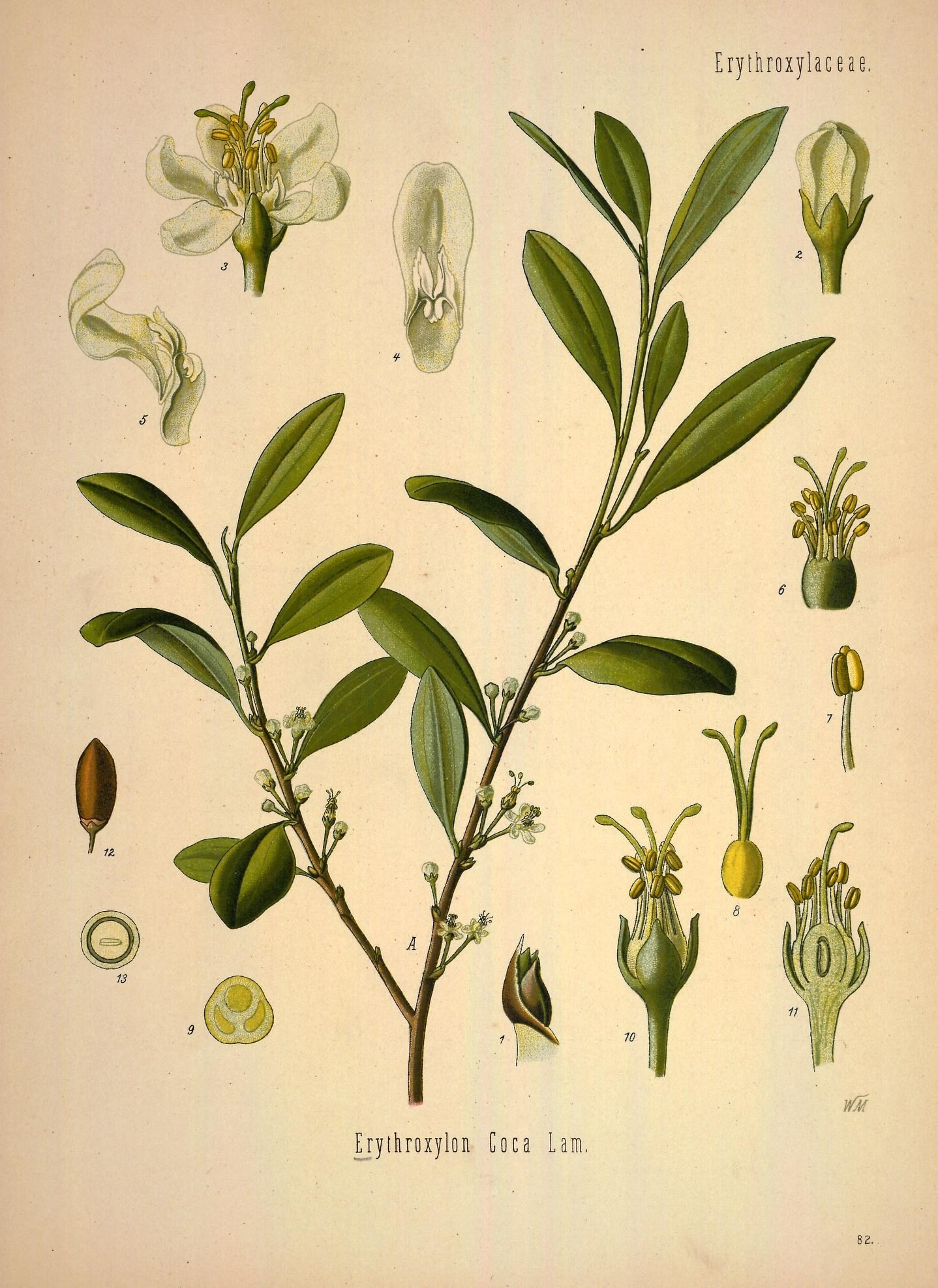

Куст коки похож на терновник. Высота растения 2-3 м.
Ветви прямые, листья тонкие, зелёного цвета, по форме овальные, сужающиеся в оконечности.
Цветки мелкие, собраны в небольшие соцветия на укороченных побегах. Венчик состоит из пяти жёлто-белых лепестков, пыльники сердцевидные, гинецей состоит из трёх плодолистиков.
Плод — красная ягода.
|                   |  |  |
| Лист коки. Плоды. |  |  |

### Разновидности и классификация
Известно несколько разновидностей коки:
- Erythroxylum coca var. ipadu Plowman, 1979
- Erythroxylum coca var. novo-granatense D.Morris, 1889
- Erythroxylum coca var. spruceanum Burck, 1890

Вариант Erythroxylum coca Lam. var. ipadu Plowman почти неотличим от обычной коки (Erythroxylum coca Lam. var. coca), две другие разновидности обычно считаются синонимами Erythroxylum novogranatense (D.Morris) Hieron.

## История коки
Археологические остатки, связанные с жеванием листьев коки, были найдены на северо-западе Перу в культурных слоях, относящихся к периоду 6000 лет до нашей эры. Впоследствии встречалась у различных андских культур повсеместно.

### Знакомство европейцев с кокой
Впервые европейцы, предположительно, столкнулись с ней при открытии Нового света — 12 октября 1492 года Христофору Колумбу были подарены «сухие, очень ценные листья», являвшиеся либо табаком, либо кокой.

### Применение коки индейцами Анд
Существовало несколько способов использования коки у инков:
1. в качестве торгового эквивалента;
2. в ритуальных церемониях (распыление, сжигание и т. п.);
3. в медицинских целях;
4. для жевания и, вероятно, в составе напитков[3][4].

Первые два способа были основными. Соответственно, главными потребителями коки были правитель сапай-инка и его окружение, а также храмы и святилища, в связи с чем основная масса населения не употребляла коку.

### Обнаружение коки европейцами в Перу

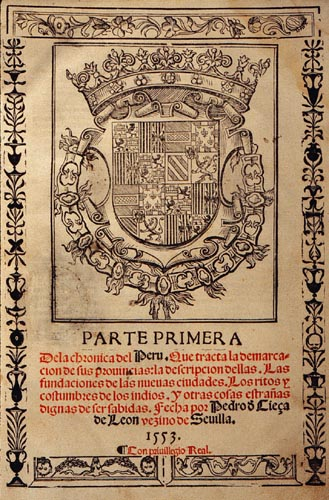
«Хроника Перу», первая книга описывающая коку (1553).

Когда испанцы попали в столицу Империи Инков Куско, то они обнаружили две разновидности коки: mamox coca (Erythroxylum coca Ламарка), произраставшую на восточных склонах Анд, и tupa coca (Erythoxylum novograntense, идентифицированную позднее Д. Моррисом), более мелкую и предназначенную для правителя Инки, доставлявшуюся в Куско с тихоокеанского побережья севера Перу, также использовавшуюся гонцами и путешественниками для приободрения.
Вторым Лимским Собором Римско-католической церкви в 1567 году жевание коки было признано языческим обрядом и запрещено, на что известный юрист Хуан де Матьенсо (сторонник жесткой эксплуатации индейцев и лоббист выращивания коки) в том же году заявил: «Не будь коки — не будет Перу», так как кока являлась одним из важнейших источников дохода вице-королевства Перу и, соответственно, Испанской империи. Как сообщал в своём докладе о Перу Диего де Роблес (1570-е годы): «кока Анд очень вредна для индейцев… от неё погибло очень много людей», имея в виду крайне высокую смертность при сборе коки, произраставшей в неблагоприятных для жизни человека условиях, что было вызвано массовым поражением индейцев инфекционными заболеваниями, разносчиками которых, как правило, были комары. Об этом также говорит в своём докладе королю Испании чиновник Фернандо Сантильан, он же приводит сведения о том, что при Инках выращивание коки не было распространено повсеместно, её лишь заготавливали для самого Инки и ряда высших чиновников, и только испанцы-энкомендеро начали сгонять индейцев в места произрастания коки для её сбора и заготовки.
О коке, как о предмете культа и жертвоприношений упоминает ряд испанских хронистов:
- Хуан де Бетансос (1551) — один из первых историков, обстоятельно поведавших о коке: «А затем он приказал, чтобы все жители города, и мужчины и женщины, пришли совершить свои жертвоприношения дому Солнца; эти жертвоприношения, когда весь люд собрался вместе, сжигались: некоторое количество маиса и коки на устроенном костре, каждый же входя один за другим, босые и с опущенными глазами»[9].
- Сьеса де Леон, Педро де в «Хронике Перу» (1553) оставил многочисленные сведения о растении и его высушенных листьях: «Повсюду в Индиях, где я проходил, я заметил, что для местных индейцев большим удовольствием было носить во рту корни, наподобие веточек или травы. Так в районе города Антиоча некоторые употребляли мелкую коку, а в провинциях Арма — другие травы. В Кимбая и Ансерма — мягкую сердцевину деревьев, и всегда они очень зелёные, отрезают несколько жилок, которые разжёвывают зубами, чтобы не уставать. В большинстве селений, подчинённых городу Кали и Попайян во рту носят уже названную мелкую коку и из маленьких тыквочек добывают особую смесь или состав, ими приготовленный и помещаемый в рот, и носят его там, делая то же самое с особой землёй, похожую на известь. Во всем Перу было в ходу, да и сейчас также, носить во рту эту коку с утра до ночи, не выбрасывая её. Спрашивая индейцев, по какой причине у них всегда занят рот той травой (которую они не едят, а только жуют), они говорят, что меньше чувствуют голод и что обнаруживают в себе много сил и бодрости»[10].
- Монах Хуан де Сан Педро (1560) сообщает о природе наркотического действия коки: «Также они поклонялись Атагуху иным образом, а именно: сжигая коку (это трава, которую индейцы очень ценят и говорят, что подержав её во рту, не глотая, они набираются большой силы и становятся синчями [вождями; храбрецами], что на их языке значит храбрыми). С помощью этой травы они творят большие грехи и жертвоприношения, и определённое количество её встречается в ваках»[11].
- Поло де Ондегардо, Хуан (1572): «Такая подать или дань взималась Инкой, как Королём и правителем, а не как частной особой. Отсюда происходит большое заблуждение. Заявлялось, что все поля коки принадлежали Инке, что было правдой, и по этой причине они принадлежат Его Величеству»[4].
- Молина, Кристобаль де (1575): «Были и другие, называемые Вирайпирикук [Virapiricuc], сжигавшие на огне грудинку овцы и коку, и предсказывали, что случится по определённым знакам, в то время как те предметы сгорали…»; «Они также возносили тем же вакам определённые большие корзины коки, называемые павкар-рунку [paucar-runcu], и другие, называемые павкар-кинту [paucar-quintu], подобно коке, и немного жареного маиса, и красные и жёлтые морские раковины, называемые мулью [mullu], в форме маиса…»; «Затем они выходили петь и танцевать на площадь, ныне называемую испанцами Лимапампа [Limapampa], каковая находится за площадью Сан-Доминго. Здесь поутру Жрецы Создателя приносили в жертву белую овцу, маис, коку, разноцветные перья, морские раковины, называемые мулью [mullu]; умоляя Создателя даровать благополучный год и что, понеже сотворил Он все вещи из ничего и дал им бытие, потому он соизволил бы удовлетворит их просьбу»[4].
- Авила, Франсиско де (1608): «И когда они должны были начать какую-нибудь тяжёлую работу, то молились ему, бросая листы коки на землю, произнося: „Сделай так, чтобы я вспомнил это, что предвидел Кунирайя Виракоча“, и так, что они не могли видеть Виракочу, прадавние [жители] говорили ему и молились.»; «Но в тот самый момент женщина превратилась в камень. И до сей поры она находится там, со своими человеческими ногами и различимым полом; он располагается над дорогой, там, где её поставил Ватиакури. Да, и сегодня даже ей [поклоняются и] жертвуют коку по любому поводу»[4].

### Первые научные сведения о коке в Европе
Первые научные сведения были опубликованы в Европе севильским врачом Николасом Монардесом в 1565 году, предположительно из материала, привезённого Сьеса де Леоном. Перевод на латынь осуществлён Карлом Клузиусом, ботаником и директором Императорского ботанического сада в Вене (Австрия), — и эта его работа является наиболее цитируемой по вопросам коки.
Вторым учёным, детально описавшим коку, являлся натуралист, иезуит Хосе де Акоста (1590).

### История распространения сведений о коке в Европе
- 1821 — медик, а также президент Перу Иполито Унануэ читает доклад в Нью-Йорке о свойствах коки[15].
- 1850 — доктор Ведделл предположил, что действие коки вызвано присутствием теина (активного компонента чая), незадолго до того открытого, но обнаружить таковой не удалось.
- 1852 — из концентрата — эфирных масел — были получены маленькие игольчатые кристаллы, названные «Erythroxyline».
- 1857 — создан концентрат на основе окисленного алкоголя (спирт затем испарялся), и на основе раствора щёлочи из карбоната натрия. Но эксперимент не удался, и необычные свойства коки были объявлены как легендарные.
- 1859 — кока становится известна в Европе благодаря очерку Паоло Мантегаццы.
- Тогда же получив от доктора Шерцера, путешествовавшего в Перу, в Геттингене, Альберт Ниман выделяет из неё особый компонент — алкалоид C32H20NO8, и называет его кокаин. Был получен также кокаиновый воск — C66H66O4 и ряд других продуктов. Исследования Майша и Вильяма Лессена (Maisch, William Lessen) довели формулу до нынешней C17H21NO4.
- 1863 — начинается производство винного напитка с кокаином «Вино Мариани».
- 1884 — Зигмунд Фрейд поддерживает употребление кокаина.
- 1884 — Колер, медик из Вены, обнаружил полезные свойства кокаина при использовании во время хирургических операций.
- 1885 — Эмиль Эрленмайер считает кокаин «третьим бичом».
- 1886 — как лекарственный напиток появляется Кока-Кола.
- 1889 — В Королевских ботанических садах лондонского пригорода Кью (Великобритания) Д. Моррис идентифицировал как Erythroxylum novogranatense, так называемую Колумбийскую коку или Трухильскую коку[16].
- 1901 — американская медицина узнаёт о свойствах коки в фундаментальном труде Мортимера «История Коки».
- 1912 — Кокаин попадает в Опиумную Конвенцию.
- 1913 — в Перу подписывается Гаагская конвенция, с которой начинается отказ от использования коки, поддержанный перуанскими психиатрами.
- 1953 — Комитет ВОЗ принимает решение, что тысячелетнее жевание коки следует считать токсикоманией.
- 1961 — Всеобщая Конвенция о наркотических средствах постановляет искоренять коку[17].
- 1986 — правительство США начало вводить санкции против государств, культивирующих коку[18].

### Названия
Жевание коки называют mambear, chacchar (кечуа chaqchay) или acullicar (кечуа akulliy) — жевать непродолжительное время; жевать постоянно — Castuni, или в Боливии, picchar. Испанский глагол masticar также используется часто, наряду с жаргонным «bolear» — слово, полученное из слова «bola», что означает «жевание шара коки за щекой».
Большинство названий коки оставил составитель кечуа-испанского словаря Диего Гонсалес Ольгин (1608). Так, «семена коки» на кечуа изначально назывались Mucllu, «корзина коки» — Runcu. «Есть коку» — Accullini acullicuni acuni.
Другие первоначальные исторические названия XVI-XVII веков:
- Tupa cuca или Ttupa coca — наиболее вкусная королевская кока с мелкими листьями.
- Mamas coca — кока с большими листьями, наиболее ценная.
- Hachhu — другое название коки.
- Hachhusimi — едок коки[19].

Примечательно, что слово «муж» звучало как «кока», но, возможно, несколько иначе, учитывая, что испанские католические миссионеры не всегда чётко различали согласные с придыханием и без него. Также существовало личное имя у инкских принцесс и жён правителей — «Кока», например в имени Чуки Випа Кока, жены правителя империи Васкара Инки («Сообщение кипукамайоков», 1542 год).
В первом словаре языка аймара у Лудовико Бертонио (1612) слово quqa — значило «какое бы то ни было дерево».

## Фармакология
Фармакологически-активный компонент коки — алкалоид кокаин, содержащийся в количестве ~0,2 % в свежих листьях. Помимо кокаина, лист коки содержит множество других алкалоидов, включая циннамат метилэкгонина, бензилэкгонин, труксиллин, гидрокситропакокаин, тропакокаин, экгонин, кускогигрин, дигидрокускогигрин и гигрин. Некоторые из этих непсихоактивных алкалоидов всё ещё используются как добавка к Кока-коле. Кока также богата витаминами и микроэлементами. При жевании лист коки действует как стимулятор, подавляя голод, жажду, усталость. LD50 сухих листьев коки — 3450 мг/кг, однако эта цифра основана на содержании кокаина — 31,4 мг/кг.
- Некоторые синтетические анестезирующие средства, такие, как новокаин, названы по аналогии с кокаином, но не имеют никакого отношения к алкалоидам коки.

## Культивирование и использование
Кустарник коки традиционно выращивается у подножия Анд или в горной местности в зависимости от выращиваемой разновидности. С древних времён его листья использовались как стимулятор у коренных жителей Венесуэлы, Колумбии, Эквадора, Перу, Боливии. В горах, при низком содержании кислорода, употребление коки снимает симптомы высотной болезни, помогает сохранять активность. Кока также имеет религиозное и символическое значение. В наше время жевание листьев коки — обычное явление у населения Анд. Особенно оно распространено в горах Боливии, где культивирование и потребление коки является частью национальной культуры. Кока служит мощным символом местной культурной и религиозной идентичности родов Южной Америки. Листья коки продаются мешками на местных рынках и уличных лавках. Учёные не находят доказательств возникновения хронических отравлений и зависимости из-за жевания листьев коки. Хорошие свежие образцы высушенных листьев распрямляются, имеют сильный, подобный чаю, аромат. При их жевании рот постепенно немеет, вкус острый и приятный. Старые листья приобретают специфический запах, коричневый цвет и недостаточно острые на вкус.
Вопреки распространённому заблуждению, климатические условия Северной Америки благоприятны для выращивания коки. В США из-за начавшийся в начале 1970-х годов «войны с наркотиками», затруднившей доставку кокаина из традиционных мест его получения, некоторые пользователи кокаина начали выращивать кусты коки у себя дома (сначала в теплицах, а вскоре и в крупных размерах в открытом грунте). Имеются данные, что рынок семян коки и технологий по выращиванию растений существовал в США уже в 1977 году. Правительственные агенты обнаруживали плантации коки во Флориде, Пуэрто-Рико и на Гавайях. С 1980-х годов, из-за массового сбыта на нелегальном рынке, неограниченное культивирование коки было запрещено.
Семена высаживаются с декабря по январь отдельно от молодых побегов в защищённом от солнца месте. При высоте 40—60 см саженцы пересаживаются в тщательно пропалываемую почву. Цветёт кока лучше в жаркой, влажной местности, на открытых участках; в тропических лесах. Самые лучшие листья выращиваются в холмистой, сухой местности. Собираются только свежие побеги листьев. Созревшие для сборки листья при сгибании переламываются. Первый, самый обильный урожай собирается в марте, после сезона дождей; второй — в конце июня, третий в октябре или ноябре. Собранные листья (matu) раскладываются тонким слоем на грубом шерстяном полотне для сушки под солнцем. Высушенные листья хранятся в мешках, в защищённом от влаги месте.

### Традиционное использование

#### Повседневное использование
В Андах местные народы используют листья коки тысячелетиями. Процесс употребления листьев коки состоит из разжёвывания листьев, поглощения выделяющихся при этом соков и глотании самих листьев. Индейцы традиционно носят мешочек, называемый chuspa или huallqui, в котором содержится дневная порция листьев коки, наряду с небольшим количеством порошка ilucta или lipta (кечуа llipt'a), негашёная известь или пепел от лебеды. Небольшое количество порошка жуют вместе с листьями коки; это способствует максимальной экстракции алкалоида и смягчает вяжущий аромат листьев. Названия этой щелочной присадки в разных странах разные. В Перу она, как правило, называется lipta (кечуа llipt'a) и lejía (исп. lejía). Многие из этих веществ имеют солёный привкус, но есть исключения. В области Ла-Паса, Боливия — используют вещество, известное как lejía dulce (сладкий щёлок), которое делают из пепла лебеды, смешанного с анисом и сахарным тростником, формируя мягкую чёрную массу со сладким вкусом и приятным ароматом лакричника. В некоторых местах используется пищевая сода под названием исп. bico.
Исследователи предположили, что среднесуточная доза листьев коки, которую мог употребить индивид, составляла около шестидесяти граммов. Таким образом, с учётом содержания алкалоида в листьях кокаина (всего 0.5—0.7 % от их массы), суточная доза кокаина, равномерно получаемая организмом в течение длительного времени, была на уровне 200—300 (по иным данным — до 500 миллиграммов. Так как биодоступность кокаина при пероральном способе введения достаточно низкая — 20—40 %, жевание листьев коки не могло оказать существенного влияния на здоровье. Очевидцы описывали собственные ощущения от жевания листьев коки как схожие с ощущениями после принятия двух чашек кофе.
Практика жевания листьев коки была необходима для выживания в тяжёлых горных условиях. Листья коки содержат много питательных веществ, в дополнение к изменяющим настроение алкалоидам. Богатые белком и витаминами, кустарники коки растут в местах, где другие источники пищи недостаточны. Кока также использовалась, чтобы подавить чувство сонливости и головные боли, связанные с низким давлением в горах. Кока была столь обыденной и сосредоточенной в центре мировоззрения народов Анд, что расстояние часто измерялось в единицах, называемых кокада (исп. cocada) или аку́ли (кечуа akulli) и означавших количество ртов, полных листьями коки, которые можно было пережевать, идя из одного пункта в другой. Кокада также использовалась для измерения времени, означая время, которое требуется для пережёвывания полного рта листьев коки, за период до потери его аромата и действия.

#### Суеверное использование

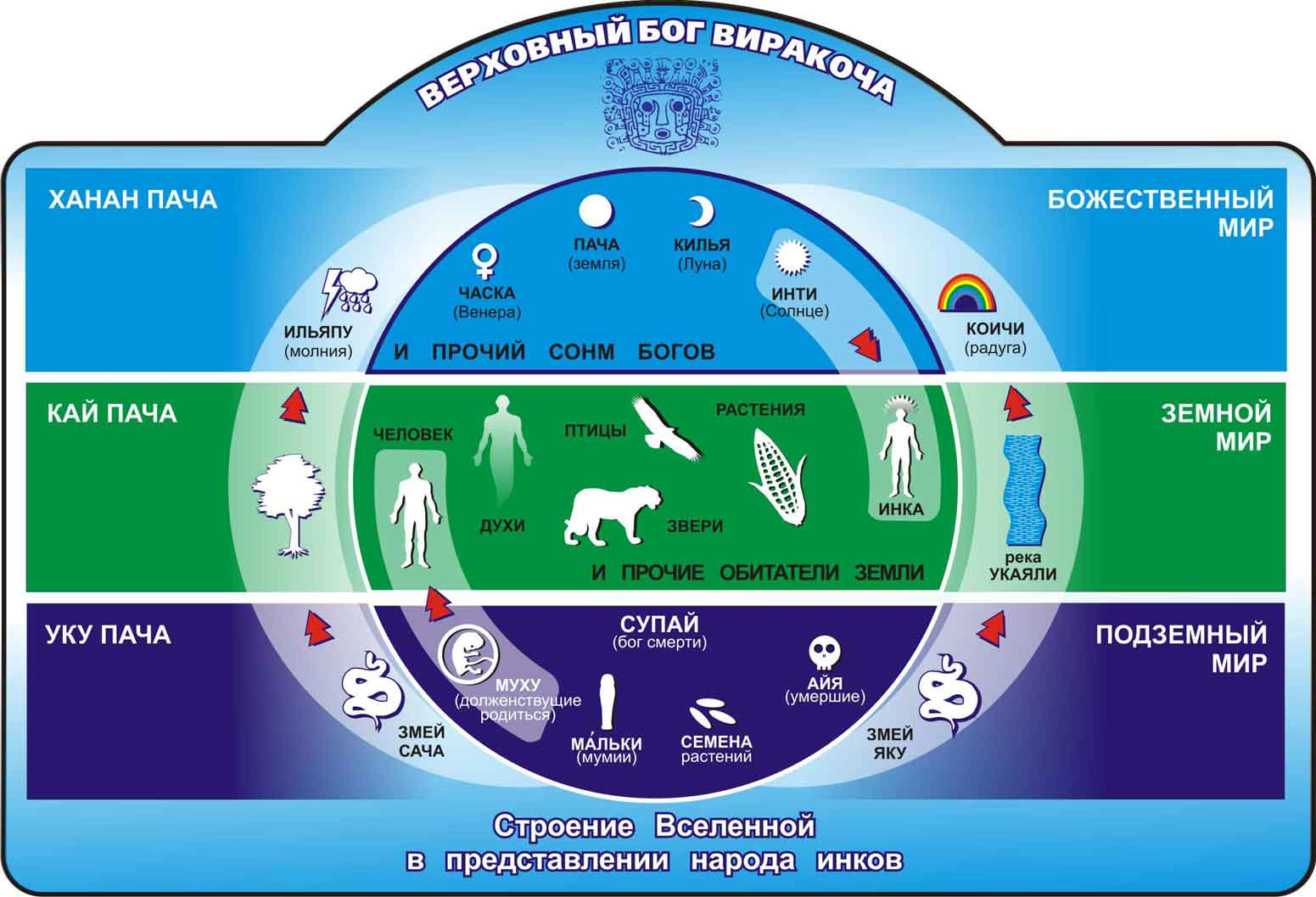
В мифологии инков кока — уака, объект почитания, подобный идолу

Кока применялась в религиозных церемониях народов Анд, как доинкской эпохи, так и в Империи Инков. В течение всего времени религиозных церемоний индейцы использовали дым коки как жертву Солнцу. Кока всё ещё используется в религиозных целях, как уака (кечуа wak'a, «объект почитания») среди народов Перу, Боливии, Эквадора, Колумбии, северной Аргентины и Чили. Листья коки используются и для гадания. Следует заметить, что слово «уака» означает любой объект почитания — не обязательно небесный (божественный), но и земной. В этом смысле кока — никак не «божественное растение». В Санта-Марте, на карибском побережье Колумбии, кока употребляется с помощью специального устройства, называемого попоро. Попоро — символ мужественности, но в то же время сексуальный символ женщины. Устройство имеет форму матки, а палка внутри — фаллоса. Движения палки в попоро символизируют половой акт. Для человека попоро — талисман, означающий «пища», «женщина», «память» и «размышление». Важно подчеркнуть, что попоро — символ мужественности. Но это — женщина, которая даёт мужчинам их мужественность. Женщинам запрещают употреблять коку, пока их сын не будет готов к женитьбе.

#### Чай из коки

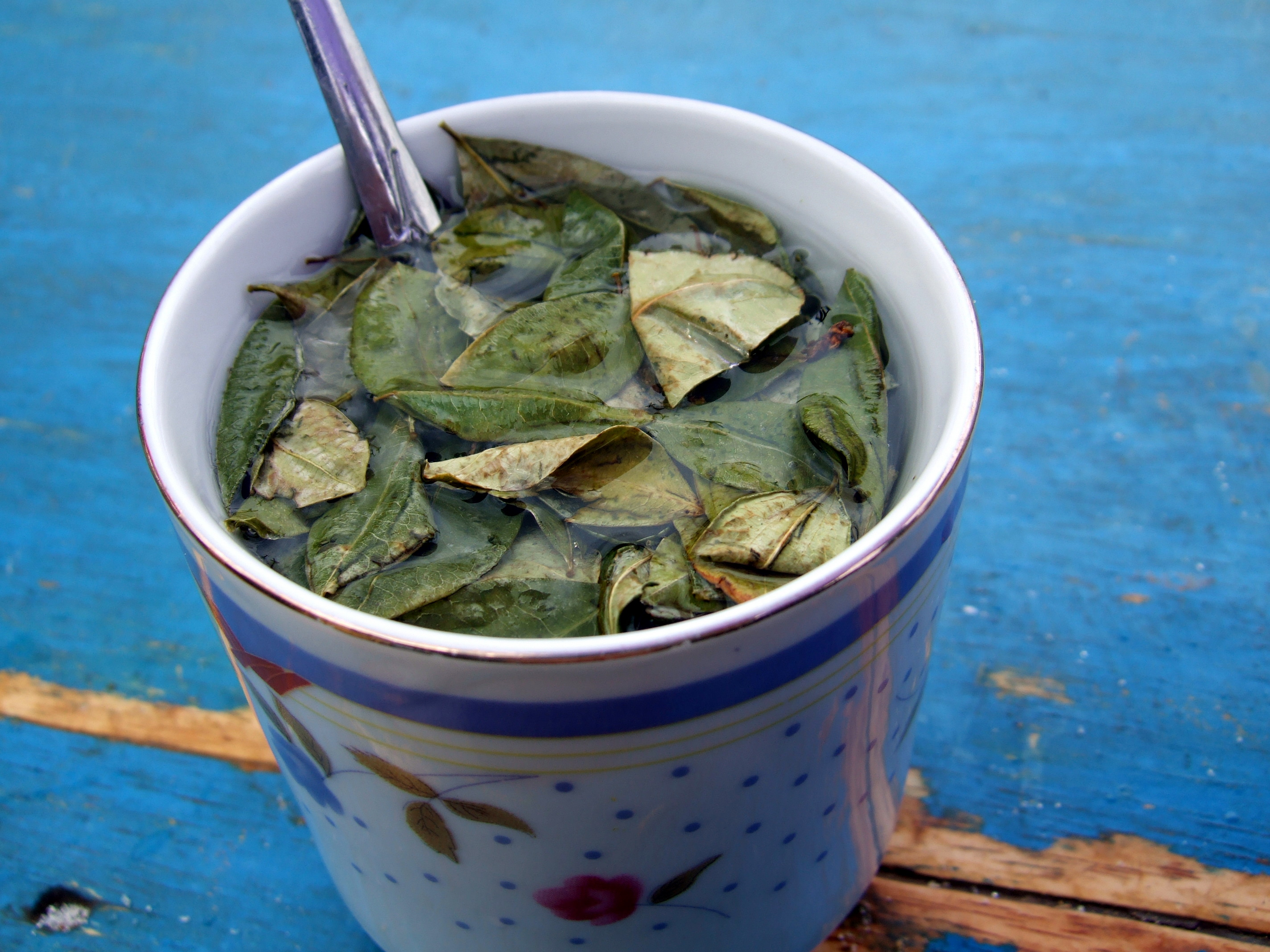

Чай из коки (исп. Mate de coca) производится из листьев коки. Коммерческое изготовление чая из листьев коки приобрело широкое распространение, такие чаи свободно продаются во всех торговых центрах и в магазинах андских стран. Потребление чая из коки общепринято в южноамериканских странах. Чай из коки применяют и в лекарственных целях, а также в религиозных ритуалах народами Анд. На «тропе инков» (туристская дорога на Мачу-Пикчу) гиды и туристы пьют чай из коки для облегчения высотной болезни. При визитах официальных лиц в Ла-Пас гостей принято угощать чаем из коки.
Перуанский чай из листьев коки Mate de coca легально экспортировался в США в 1983—1986 годах в рамках правительственной программы по замещению нелегальной торговли листьями коки легальной. Как свидетельствуют научные исследования, употребление этого чая не приводило к возникновению кокаиновой зависимости или интоксикации. Один разовый пакетик чая содержал от 5 до 10 миллиграммов кокаина. При употреблении такого чая пользователи отмечали лёгкий стимулирующий эффект, приподнятое настроение и учащённый пульс.

### Международное использование
Кока долгое время была предметом контрабанды. Легальный экспорт обработанной коки хорошо налажен, листья коки экспортируются как чай, были составной частью в приготовлении кока-колы (до замещения на кофеин) и для медицинского использования.

### Промышленность
Кока используется для изготовления косметики и в пищевой промышленности. В фармацевтической промышленности кока используется в производстве препаратов для анестезии.

## Легальность

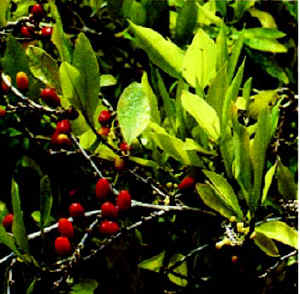

### Мировое сообщество
Из Единой конвенции о наркотических средствах:
Статья 26. Кокаиновый куст и листья кока
1. Если какая-либо Сторона разрешает культивирование кокаинового куста, она применяет к нему, а также к листьям кока систему контроля, как она предусмотрена в статье 23 в отношении контроля над опийным маком, но что касается пункта 2 d) указанной статьи, обязанность, возложенная на упомянутое в этой статье Учреждение, состоит лишь во вступлении в фактическое владение урожаем в кратчайший по возможности срок после окончания его уборки.
2. Стороны по мере возможности принимают меры по выкорчевыванию всех дикорастущих кокаиновых кустов. Они уничтожают эти растения в случае их незаконного культивирования.

Статья 27. Дополнительные постановления, касающиеся листьев кока
1. Стороны могут разрешать использование листьев кока для приготовления вкусового вещества, не содержащего каких-либо алкалоидов, и, поскольку это необходимо для такого использования, могут разрешать производство, ввоз, вывоз этих листьев, а также торговлю ими и их хранение.
2. Стороны представляют отдельно исчисления (статья 19) и статистические сведения (статья 20) по листьям кока, используемым для приготовления данного вкусового вещества, за исключением случаев, когда те же самые листья кока используются для извлечения как алкалоидов, так и вкусового вещества, и это обстоятельство объяснено в исчислениях и статистических сведениях.

### Боливия
В Боливии Эво Моралес (80-й президент с 22 января 2006 по 10 ноября 2019), бывший руководитель профсоюза производителей коки, легализовал культивирование и традиционное использование коки в религиозных и медицинских целях.

### Гонконг
В Гонконге использование коки регулируется согласно Списку 1 Постановления Опасных наркотиков, Глава 134. Использовать коку имеют право только работники здравоохранения для университетских исследований. Вещество может использоваться фармацевтами согласно предписанию. Любой, кто поставляет вещество без предписания, может быть оштрафован на 10 тысяч гонконгских долларов. За торговлю или изготовление вещества — штраф 5 млн долларов и пожизненное заключение. Использование кокаина для потребления без лицензии Министерства здравоохранения незаконно и наказывается штрафом в 1 млн долларов и/или 7 годами заключения.

### Россия
В России лист коки входит как наркотическое средство в Список I Перечня наркотических средств, психотропных веществ и их прекурсоров, подлежащих контролю в Российской Федерации (оборот запрещён).

### Перу
Традиционно листья коки являются не просто легальными для продажи, но и внесены в список культурного наследия. Культивирование и продажа листьев коки распространены практически повсеместно. На рынках представлены свежие и сушёные листья в разной фасовке или на вес. Из них также промышленным способом производят пакетированный чайный напиток, конфеты и т. п. 
Листья коки содержат слишком мало кокаина, поэтому даже при чрезмерном употреблении невозможно достичь заметного наркотического эффекта.
Местные жители берут листья с собой в походы, их бодрящий эффект помогает им совершать длительные переходы в горной местности.
Выделение чистого кокаина из листьев запрещено законом.